# Jorge Raúl Batallé
Jorge Raúl Batallé (13 de octubre de 1927-31 de octubre de 1988), fue un locutor y cantante de música folklórica de Argentina, con registro de bajo. Entre 1966 y 1970 integró el Grupo Vocal Argentino. Entre 1973 y 1974 volvió a integrar el Grupo Vocal Argentino para grabar la Misa del Tercer Mundo, con letra del Padre Mujica, obra que resultó destruida y por la que fue perseguido. Luego fue miembro de Gente de Canto.
Como locutor condujo diversos programas radiales y narró avisos publicitarios para la televisión, como la serie de la yerba mate Taragüí en los años setenta.

## Trayectoria
Jorge Raúl Batallé se inició como locutor radial de Radio LS11 Radio Provincia, trabajando luego en Radio Splendid y Radio Excelsior. Entre otros, condujo los programas La noche del Torino Grand Routier y Música Wella, ambos por Radio Continental, en 1975; Música al portador y Radiosemana por Radio Belgrano entre 1980 y 1982. También fue locutor de diversas campañas televisivas, como las del Ford Falcon Sprint, yerba Taragüí y avisos institucionales.
Comenzó a cantar como aficionado con Lalo Schifrin (1932-) en reuniones informales.
En 1966 integró el Grupo Vocal Argentino, una formación vocal convocada por el Chango Farías Gómez, junto con Amilcar "Poppy" Scalisi, su hermano Luis María Batallé y Galo Hugo García. Farías Gómez, arreglador del conjunto, había codirigido con su hermano Pedro el grupo Los Huanca Hua, grupo que revolucionó el modo de interpretar la música folklórica, mediante complejos arreglos vocales, introduciendo la polifonía y el uso de fonemas y onomatopeyas para marcar el ritmo.
El grupo grabó dos discos, Grupo Vocal Argentino en 1966 y Misa Criolla, en 1968, este último considerado como uno de los mejores álbumes de la música folklórica argentina. En 1970 el grupo se disolvió.
En 1973 el grupo volvió a reunirse, sin el Chango Farías Gómez y con Fernando Collados, con el nombre de Grupo Vocal Argentino Nuevo, para grabar la Misa para el Tercer Mundo, con letra del Padre Mugica y música de Roberto Lar. El álbum fue grabado entre el 10 de diciembre de 1973 y el 8 de enero de 1974. El 11 de mayo de 1974, el Padre Mugica fue asesinado por el grupo parapolicial Triple A (Alianza Anticomunista Argentina) y en septiembre de ese año (1974) el disco fue lanzado. Sin embargo el gobierno de la presidenta María Estela Martínez de Perón hizo secuestrar y destruir el máster y los discos ya producidos, mientras que los músicos fueron puestos en listas negras. Debido a ello la obra pasó completamente desapercibida, y sólo se preservó debido al rescate de algunas pocas unidades que habían sido distribuidas; recién volvió a interpretarse en 2007.
A fines de la década de 1970 este grupo, sin Farías Gómez, tomaría el nombre de Gente de Canto y lanzaría un álbum con ese nombre de 1980.

## Obra

### Álbumes

#### Con el Grupo Vocal Argentino
1. Grupo Vocal Argentino, 1966
2. Misa criolla, 1968
3. Misa para el Tercer Mundo, 1974, como Grupo Vocal Argentino Nuevo

#### Con Gente de Canto
1. Gente de canto, 1980

## Trayectoria en radio
- Locución comercial en Radio Provincia.
- Rulos y moños, Radio Belgrano, 1973.
- La noche del Torino Grand Routier, Radio Continental, 1975.
- Música Wella, Radio Continental, 1975.
- Música al portador, Radio Belgrano, 1980 - 1982.
- Radiosemana, Radio Belgrano, 1980 - 1982.